# Хлопин, Иван Никитич
Ива́н Ники́тич Хло́пин (1929—2013) — новатор советского металлургического производства, Герой Социалистического Труда (1971).

## Биография
Родился 3 декабря 1929 года в деревне Нижние Лемезы Месягутовского кантона Башкирской АССР (ныне Иглинского района Башкортостана). Окончив 7 классов Тастубинской неполной средней школы и отслужив срочную службу в Советской Армии, трудился в нефтеразведке в городе Верхний Уфалей (Челябинская область).
В 1954 году И. Н. Хлопин пришёл на Уфалейский никелевый завод, где вначале работал загрузчиком шахтных печей, а в 1961 году стал старшим загрузчиком — бригадиром на шахтных печах плавильного цеха. Став передовым металлургом, он перешёл в отстающую бригаду и за короткое время сделал её одной из лучших на предприятии. И. Н. Хлопиным был освоен наружный отстойный горн на шахтных печах, при помощи которого стало возможным выдавать металл для конвертерного отделения, не превышая нужных объёмов и тем самым сократить выход оборотных материалов, увеличить объём извлекаемого металла и повысить экономию кокса.
В ходе VIII пятилетки (1966—1970) бригада И. Н. Хлопина 14 раз становилась победителем социалистического соревнования и сверхпланово произвела 150 тонн никеля. Сам И. Н. Хлопин являлся автором трёх рационализаторских предложений, принёсших условный экономический эффект 8 тысяч рублей в год.
Указом Президиума Верховного Совета СССР от 30 марта 1971 года за выдающиеся успехи, достигнутые в развитии цветной металлургии, Ивану Никитичу Хлопину было присвоено звание Героя Социалистического Труда с вручением ордена Ленина и золотой медали «Серп и Молот».
С 1980 году был на пенсии, проживая в Верхнем Уфалее. Скончался 28 февраля 2013 года на 84-м году жизни.